# (36244) 1999 VJ85
1999 VJ85 (asteroide 36244) é um asteroide da cintura principal. Possui uma excentricidade de 0.24677200 e uma inclinação de 23.19166º.
Este asteroide foi descoberto no dia 5 de novembro de 1999 por CSS em Catalina.